# Streblote cristata
Streblote cristata is een vlinder uit de familie spinners (Lasiocampidae). De wetenschappelijke naam van deze soort is voor het eerst geldig gepubliceerd in 1782 door Stoll.
De soort komt voor in tropisch Afrika.